# Hauptsturmführer

Patki kołnierzowe Hauptsturmführera

Hauptsturmführer – w III Rzeszy stopień paramilitarny w Sturmabteilung (SA) i w Schutzstaffel (SS), który odpowiadał stopniowi Hauptmanna (kapitana) w Wehrmachcie.

Oznaczenia stopnia SS-Hauptsturmführera
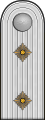
Naramiennik
Patki kołnierzowe SS-Hauptsturmführera
Naramiennik kamuflażu